# 사곡중학교
사곡중학교(寺谷中學校)는 대한민국 충청남도 공주시 사곡면 고당리에 있는 공립 중학교이다.

## 학교 연혁
- 1978년 12월 29일 : 사곡중학교 설립인가
- 1979년 3월 6일 : 개교
- 1982년 2월 10일 : 제1회 졸업식(240명)
- 2003년 4월 5일 : 교훈탑 건립
- 2024년 9월 1일 : 제23대 안정윤 교장 부임
- 2025년 1월 9일 : 제44회 졸업식(11명, 졸업생 총수 3,084명)
- 2025년 3월 4일 : 제47회 입학식(4명)

## 참고 자료
- 사곡중학교 - 한국교육학술정보원 학교알리미